# Dalea mollissima
Dalea mollissima är en ärtväxtart som först beskrevs av Per Axel Rydberg, och fick sitt nu gällande namn av Philip Alexander Munz. Dalea mollissima ingår i släktet Dalea, och familjen ärtväxter. Inga underarter finns listade i Catalogue of Life.

## Bildgalleri

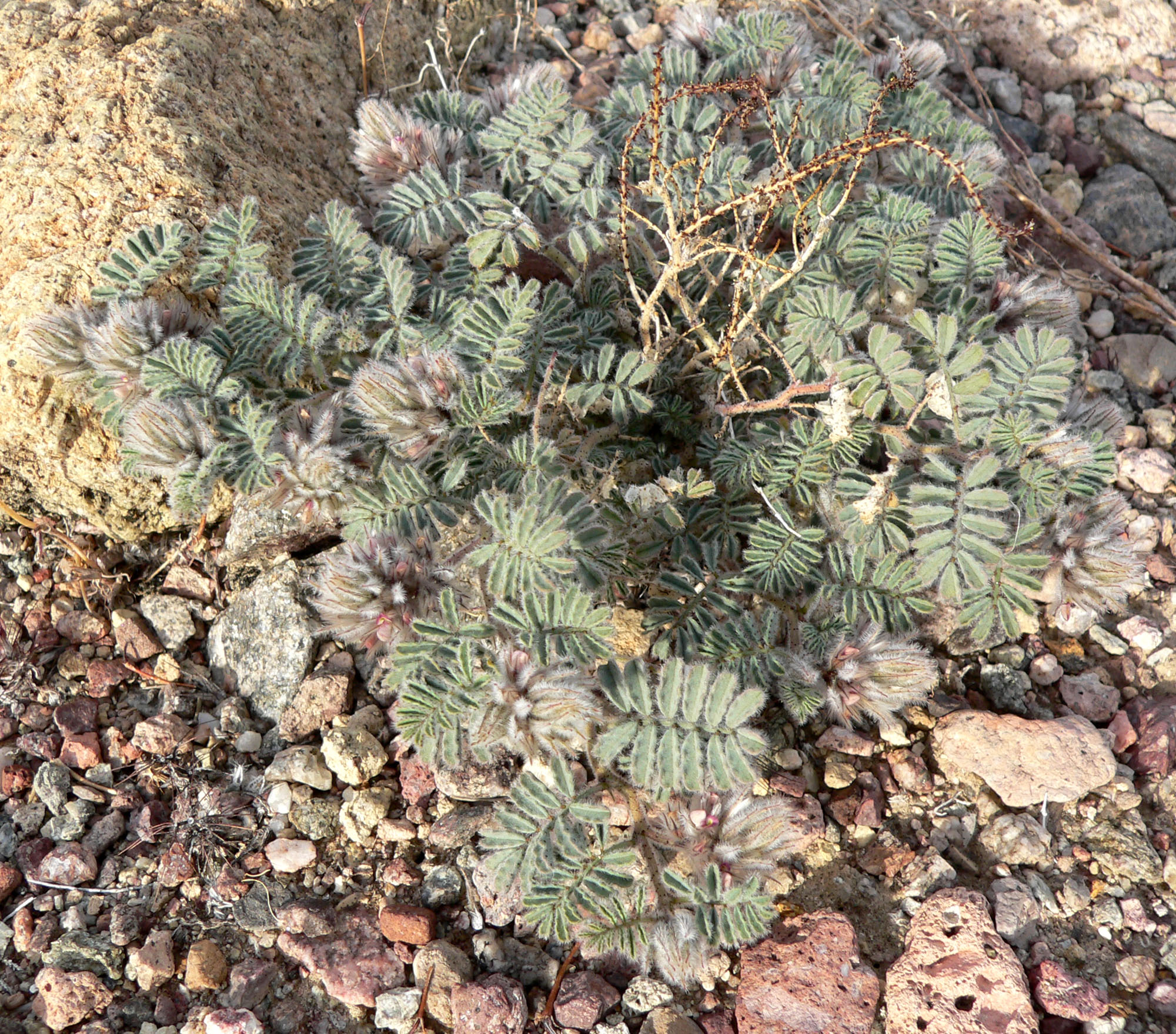
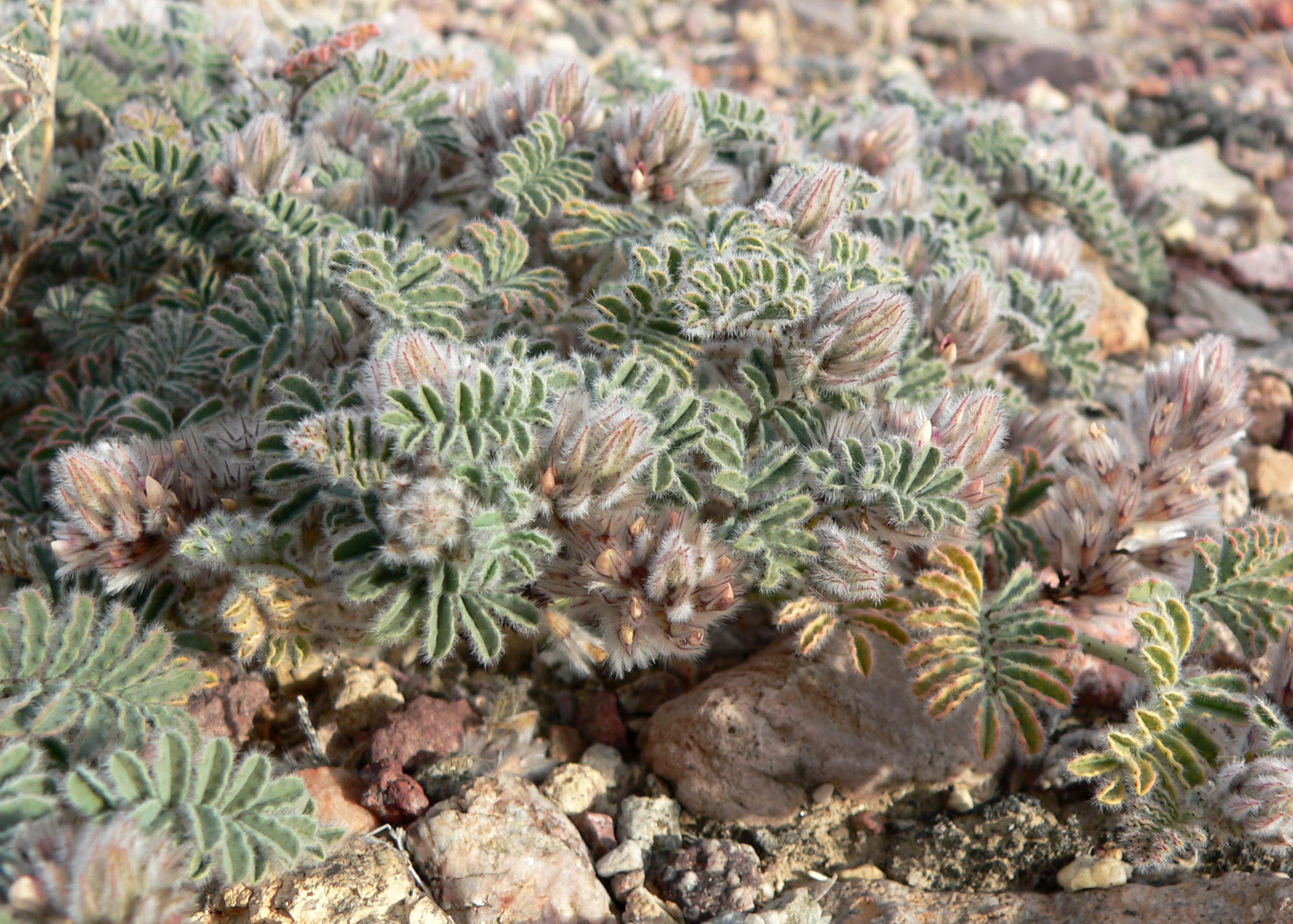
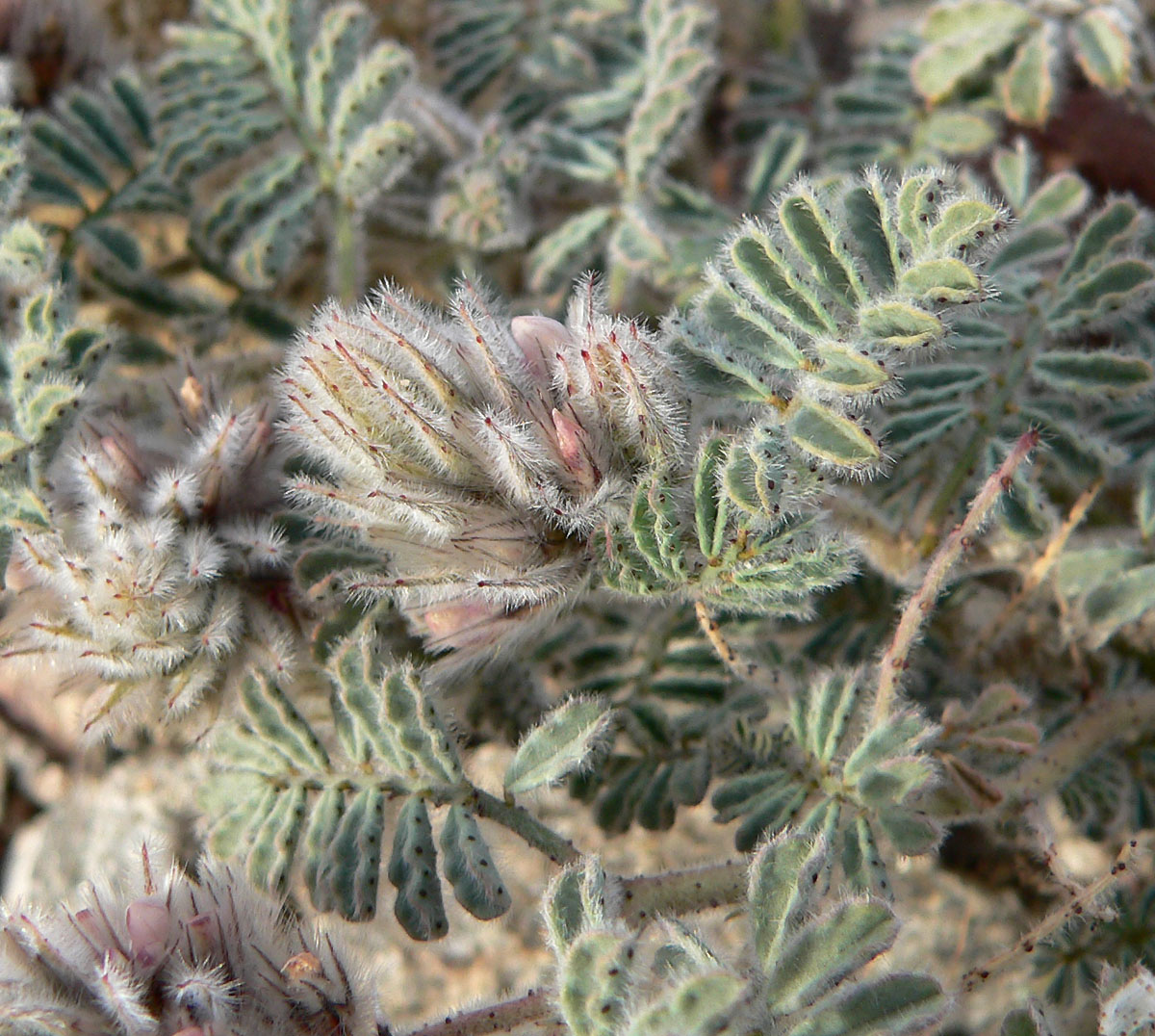
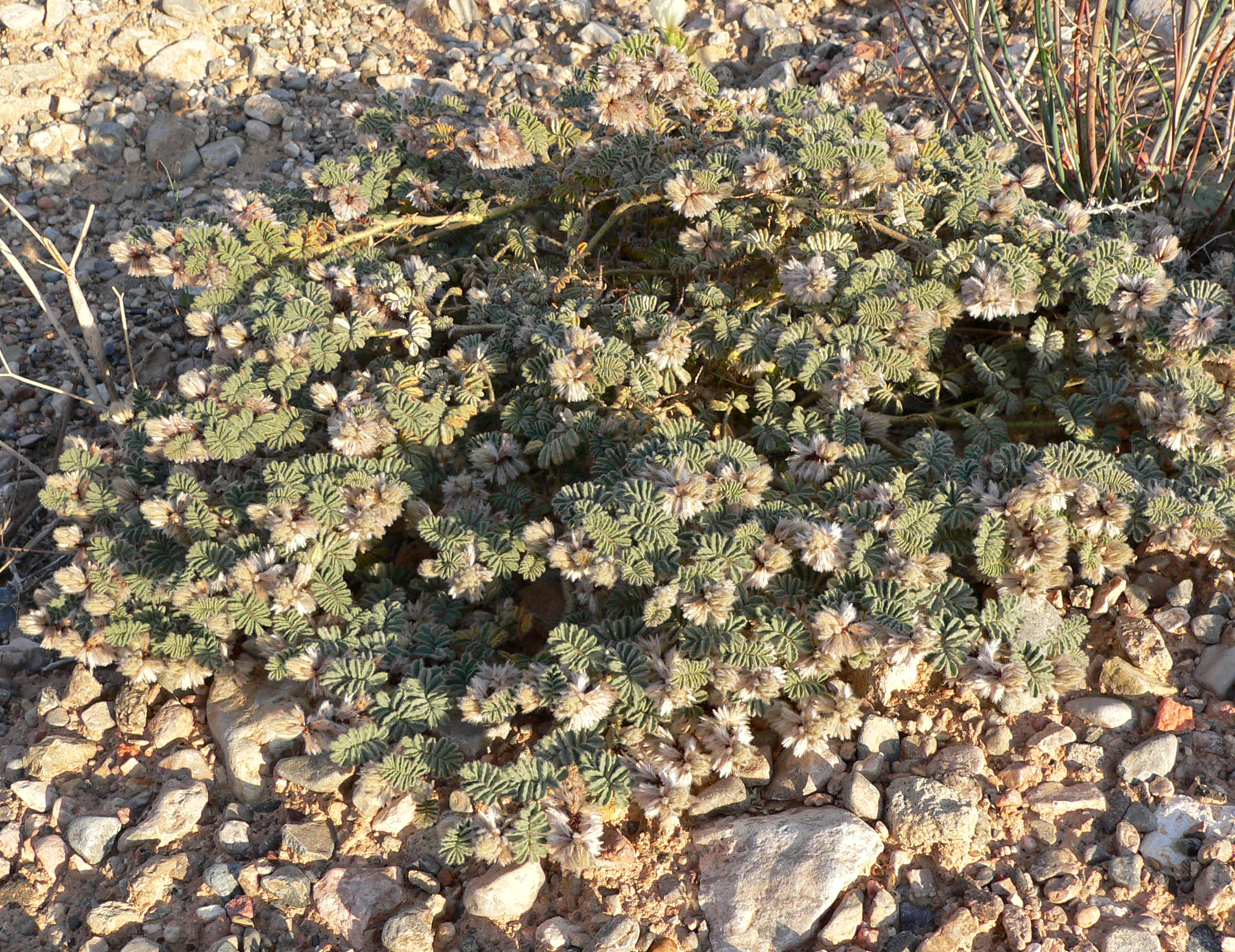
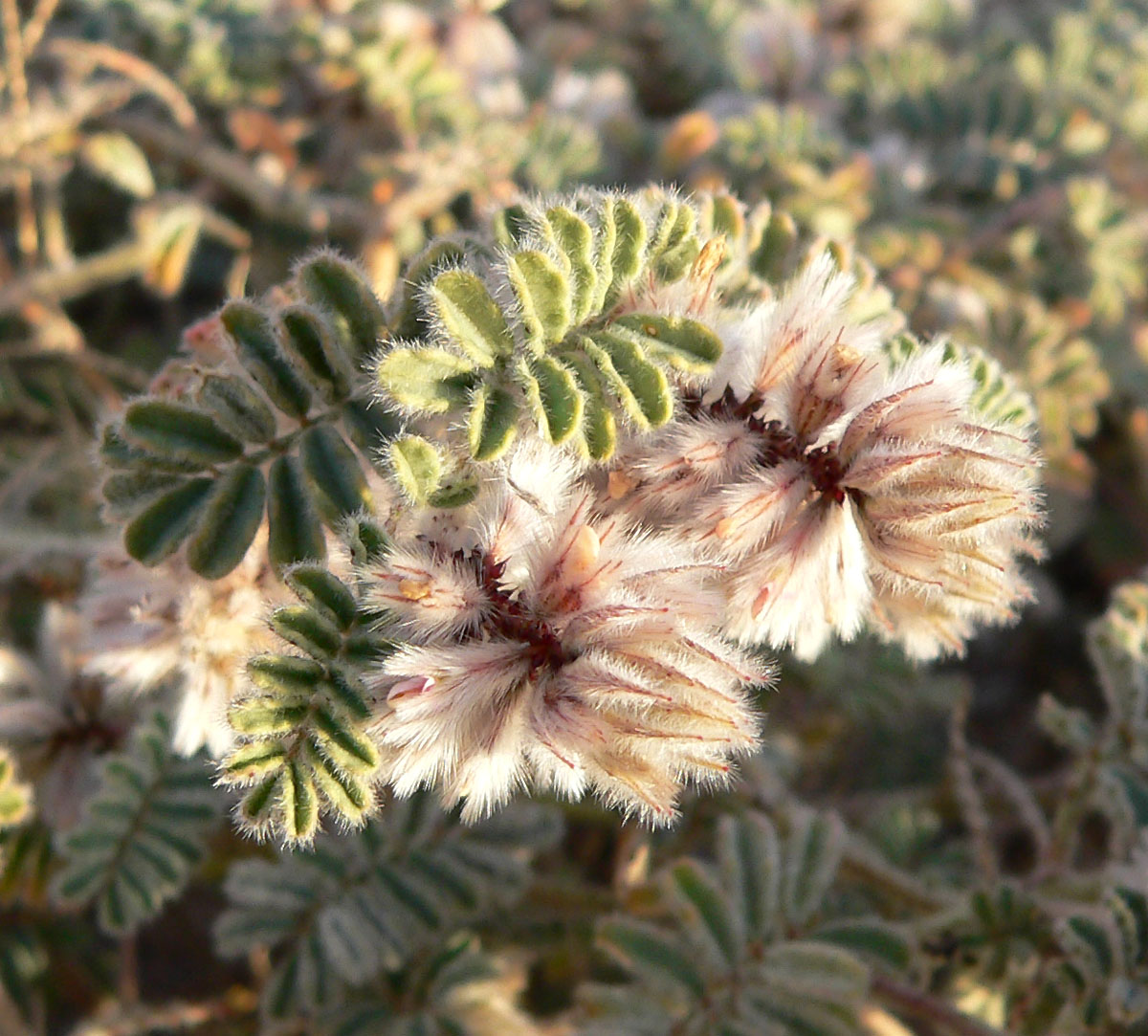
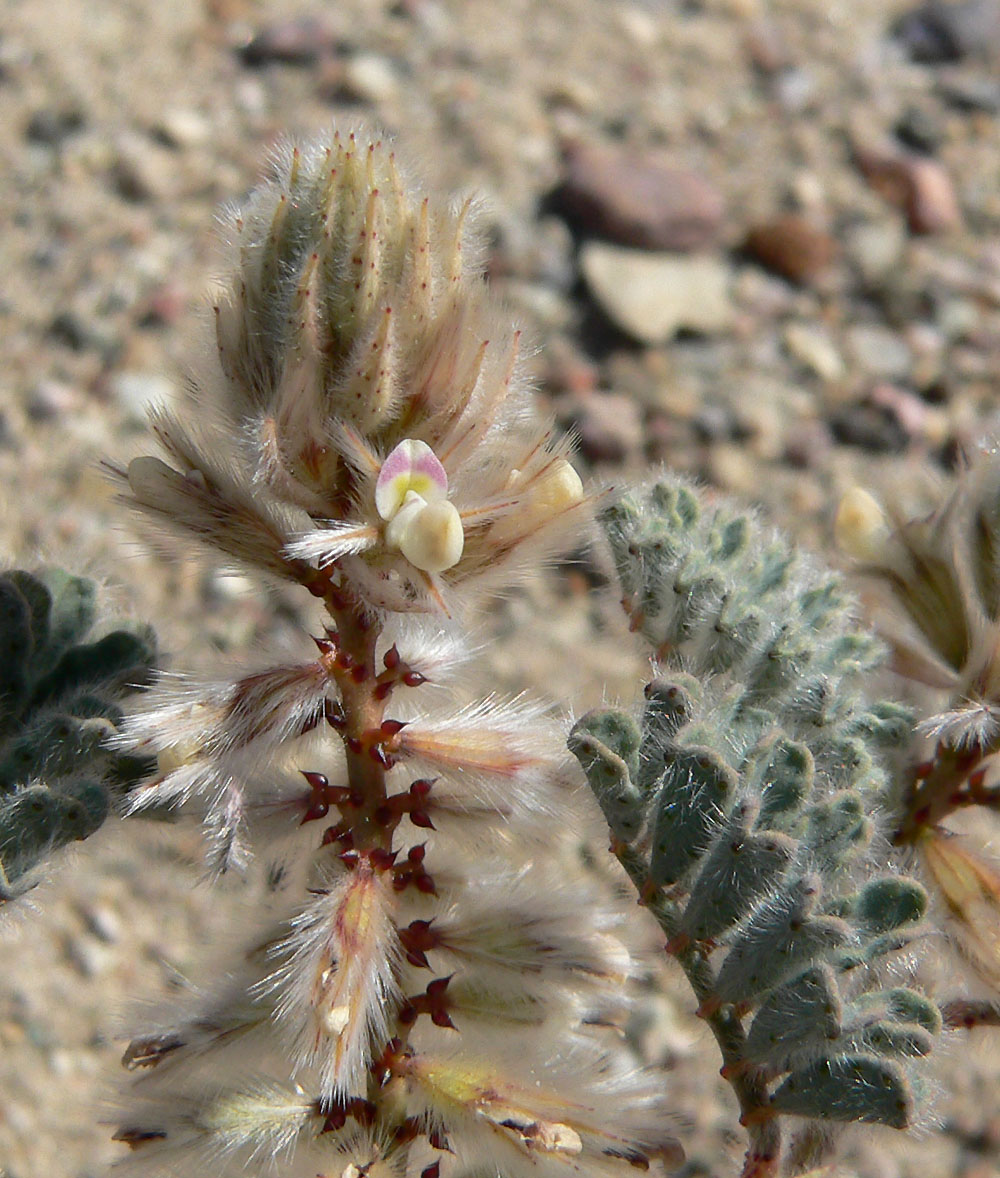